# Städtisches Museum Zirndorf
Das Städtische Museum Zirndorf ist ein Museum in der Stadtmitte der mittelfränkischen Stadt Zirndorf. Es widmet sich der Geschichte und Entwicklung der Zirndorfer Blechspielzeugindustrie sowie der Geschichte Zirndorfs während des Dreißigjährigen Krieges. Es befindet sich in einem denkmalgeschützten Gebäudekomplex in der Spitalstraße 2, 4 und 4b in Zirndorf. Das Hauptgebäude ist ein Fachwerkhaus aus dem 18. Jahrhundert.

## Geschichte
Die ältesten Spuren des Gebäudes lassen sich bis ins 17. Jahrhundert datieren. Das heutige Gebäude entstand in der ersten Hälfte des 18. Jahrhunderts. Der Bauherr ist nicht überliefert. Ein Zirndorfer betrieb zu dieser Zeit ein Gasthaus und eine Herberge namens Zum Hirschen an diesem Ort. Den Beinamen „Glockengießerhaus“ erhielt das Anwesen durch den Glockengießer Wolfgang Roth, der im Jahr 1663 aus Ansbach nach Zirndorf gerufen wurde, um die dritte Glocke für die St.-Rochus-Kirche zu gießen. Während seines Aufenthaltes war er in diesem Gasthaus untergebracht. Bereits im 19. Jahrhundert erhielten das westliche und südliche Gebäude Anbauten.
Im 19. Jahrhundert befand sich im westlichen Teil der Gebäude die erste Apotheke in Zirndorf. Die Räume des Gebäudes wurden zu dieser Zeit als Wohnungen genutzt. Um 1913 war die Kartonagenfabrik Scheidler ansässig. In den 1950er bis 1960er Jahren waren dort ein Kaufladen und ein Fachgeschäft für Radiogeräte untergebracht. Seit etwa 1989 wurde das Gebäude durch die Stadt Zirndorf renoviert. Im Jahre 1995 wurden die Renovierungsarbeiten abgeschlossen. Seither beherbergt das Gebäude das städtische Museum von Zirndorf. Es wurde unter der Nummer „D-5-73-134-44“ in die Denkmalliste der Stadt Zirndorf eingetragen.

## Sammlungen

### Dauerausstellungen

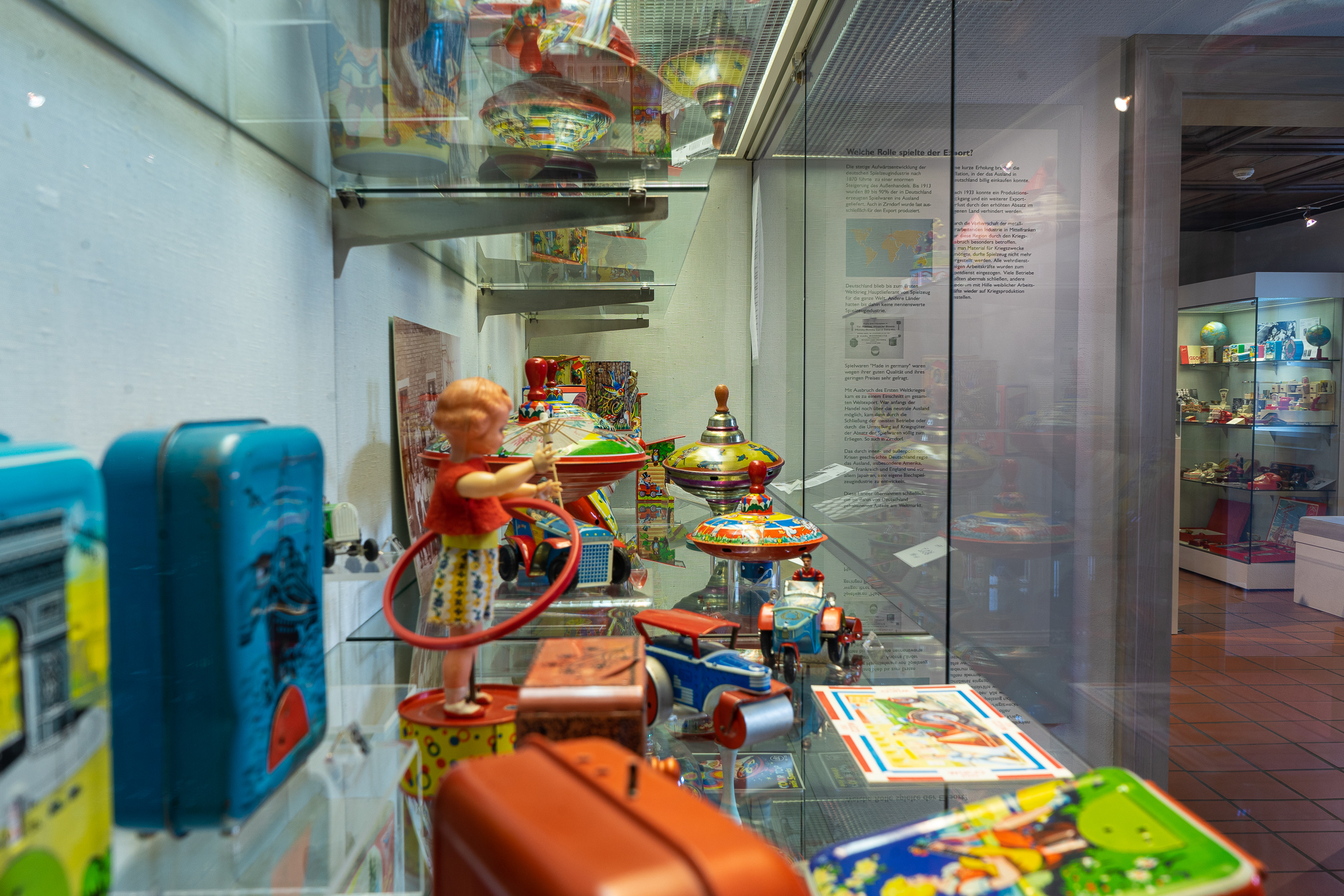
Blechspielzeugabteilung im Erdgeschoss

Thematischer Schwerpunkt im Erdgeschoss ist die Geschichte und Entwicklung der Zirndorfer Blechspielzeugindustrie.
Das Obergeschoss des Museums ist der Geschichte Zirndorfs während des Dreißigjährigen Krieges gewidmet.
Als eines der ersten Gebäude, die nach dem Ende des Dreißigjährigen Krieges in Zirndorf wieder errichtet wurden, gilt das sogenannte „Glockengießerhaus“, in dem seit 1995 das Städtische Museum untergebracht ist.

### Sonderausstellungen (Auswahl)
Im Dachsaal des Museums finden regelmäßig Sonderausstellungen zu kultur- und kulturhistorischen Themen statt:
- 1995/1996: Die kleine Welt der Puppen
- 1996/1997: Spare in der Zeit, so hast Du in der Not! – Blechspardosen aus 100 Jahren
- 1997/1998: Handel und Handwerk in Kinderhand – Alte Kaufläden
- 1998/1999: Steiff und weich zugleich – Bärenstarke Sonderausstellung
- 1999/2000: Kaffeeduft liegt in der Luft – Die Vielfalt und Schönheit alter Kaffeemühlen
- 2000: Winzige Weltmacht – 25 Jahre Playmobil, 5 Jahre Museum
- 2000/2001: Kleiner Wagen in großer Fahrt – Der Volkswagen im Spielzeug
- 2001: Der Weg zu Playmobil – 125 Jahre geobra Brandstätter
- 2001/2002: Macht auf die Tür – Adventskalender im Spiegel der Zeit
- 2002: Pack die Badehose ein – Historisches und Kurioses zum Thema Baden
- 2002/2003: …wie wird dann die Stube glänzen… – Schönster Christbaumschmuck im Spiegel der Zeit
- 2003: Gestochen scharf – Schöne Schreibgeräte vergangener Tage
- 2003/2004: Die kleine Welt von Fritz und Hans – Spielfiguren aus Masse von 1900–1950
- 2004: 30 Jahre Playmobil – SpielzeugGeschichte(n) aus Zirndorf
- 2004/2005: 160 Jahre Struwwelpeter – Ein Klassiker mit vielen Gesichtern
- 2005: Gleis 9 ¾ – bitte einsteigen! Harry Potter – Eine phantastische Geschichte und ihre Vermarktung
- 2005/2006: Gedenke mein… – Bürgerliche Schenkkultur zur Weihnachtszeit
- 2006: geliebt, bespielt, gesammelt – Teddy, Puppe & Co. von 1930 bis 1960
- 2006/2007: Glänzende Aussichten – Modeschmuck vom Kaiserreich bis zur Wirtschaftswunderzeit
- 2007: Teddy’s kleine Welt – Vom Kuscheltier zum Kitschobjekt
- 2007/2008: Für Groß und Klein – Küchenhelfer aus Emaille
- 2008. Das Frankenderby in Zirndorf – Fansammlungen der Spvgg Fürth und des 1 FC Nürnberg
- 2008/2009: Alles in Bewegung – Mechanische Spielfiguren von 1950–1970
- 2009: 50 Jahre Barbie – Eine Puppe erobert die Welt
- 2010/2011: Dem Krümel keine Chance! – Stilvolle Tischkehrsets aus zwei Jahrhunderten
- 2010: Spielzeug von Bruder – Eine Fürther Erfolgsgeschichte
- 2010/2011: Dekorative Alltagskeramik – Vom Jugendstil bis in die 1930er Jahre
- 2011: Battery Toys – kuriose Spielfiguren aus Japan von 1950 bis 1970
- 2011/2012: Die Metallwarenfabrik Georg Zimmermann – 100 Jahre Zirndorfer Industriegeschichte
- 2012: Aufschwung im Kinderzimmer – Puppenhäuser und Kaufläden der 1950er und 1960er Jahre
- 2012/2013: Stein auf Stein – Die schönsten Baukästen vom Biedermeier bis Bauhaus
- 2013:      Nivea – über 100 Jahre jung
- 2013/2014: Menschen-Tiere-Attraktionen – Kurioses Blechspielzeug von 1880 bis 1950
- 2014/2015: Happy Birthday! – 40 Jahre Playmobil
- 2015/2016: Das hatte ich auch! – Spielzeugschenkungen aus dem Museumsdepot"
- 2016/2017: Mobilität im Kinderzimmer
- 2017/2018: LEGO – Kleine Steine mit System! Eine bunte Erfolgsgeschichte aus Dänemark
- 2018:      100 Jahre Arbeiterwohlfahrt
- 2018:      Blecheisenbahnen aus Nürnberg, Fürth und Zirndorf von 1920 bis 1970
- 2018/2019: 50 Jahre Stadtjugendkapelle Zirndorf
- 2019:      Pop-ups – KlappWunder aus Papier
- 2019/2021: Wer kennt das noch? Verschwundene Dinge des Alltags
- 2021/2022: Die Küche in Kinderhand
- 2022:      Mitgemacht? Schulalltag im Nationalsozialismus in Zirndorf
- 2022/2023: Wer spielt mit? Spiele-Klassiker mit Geschichte

## Das Museum
- Außenbereich

Brunnenanlage
Informations-Stele des Erlebniswegs Wallensteins Lager, der das historische Lager von 1632 nachzeichnet. Insgesamt 28 Stelen informieren über die Zeit der Belagerung, vermitteln spielerisch Wissen und machen Dimensionen der Belagerung erfahrbar. Sei es durch die Wanderung entlang der ehemaligen Schanzanlagen, durch das „Belauschen“ von Protagonisten der Zeit oder das Entdecken von Objekten. Interessierte Wanderer sammeln an jeder Station neue digitale Inhalte für die begleitende App. Der Themenweg setzt in gleicher Weise den erlebbaren Naturraum in Bezug zu den geschichtlichen Ereignissen, wie er die Auswirkungen für die damalige Bevölkerung auf dem Gebiet der heutigen Städte Zirndorf, Oberasbach und Stein deutlich macht.
- Erdgeschoss

Geschichte und Entwicklung der heimischen Blechspielzeugindustrie: „Trudelmadane“ genannte Brummkreisel, Playmobil-Figuren und viele weitere und alte Spielzeuge aus Zirndorf, Fürth und Nürnberg
Kasse/Shop
Spielecke
Filmecke
- Obergeschoss

Geschichte Zirndorfs während des Dreißigjährigen Krieges: Ausrüstungen, Waffen, Dioramen, Modelle und vieles Weitere
- Dachgeschoss

Sonderausstellungsfläche für Sonderausstellungen und Veranstaltungen zur Spielzeug- und Kulturgeschichte bis zu 100 m²
- Veranstaltungsprogramm

Stadt- und Museumsführungen
Kindergeburtstage

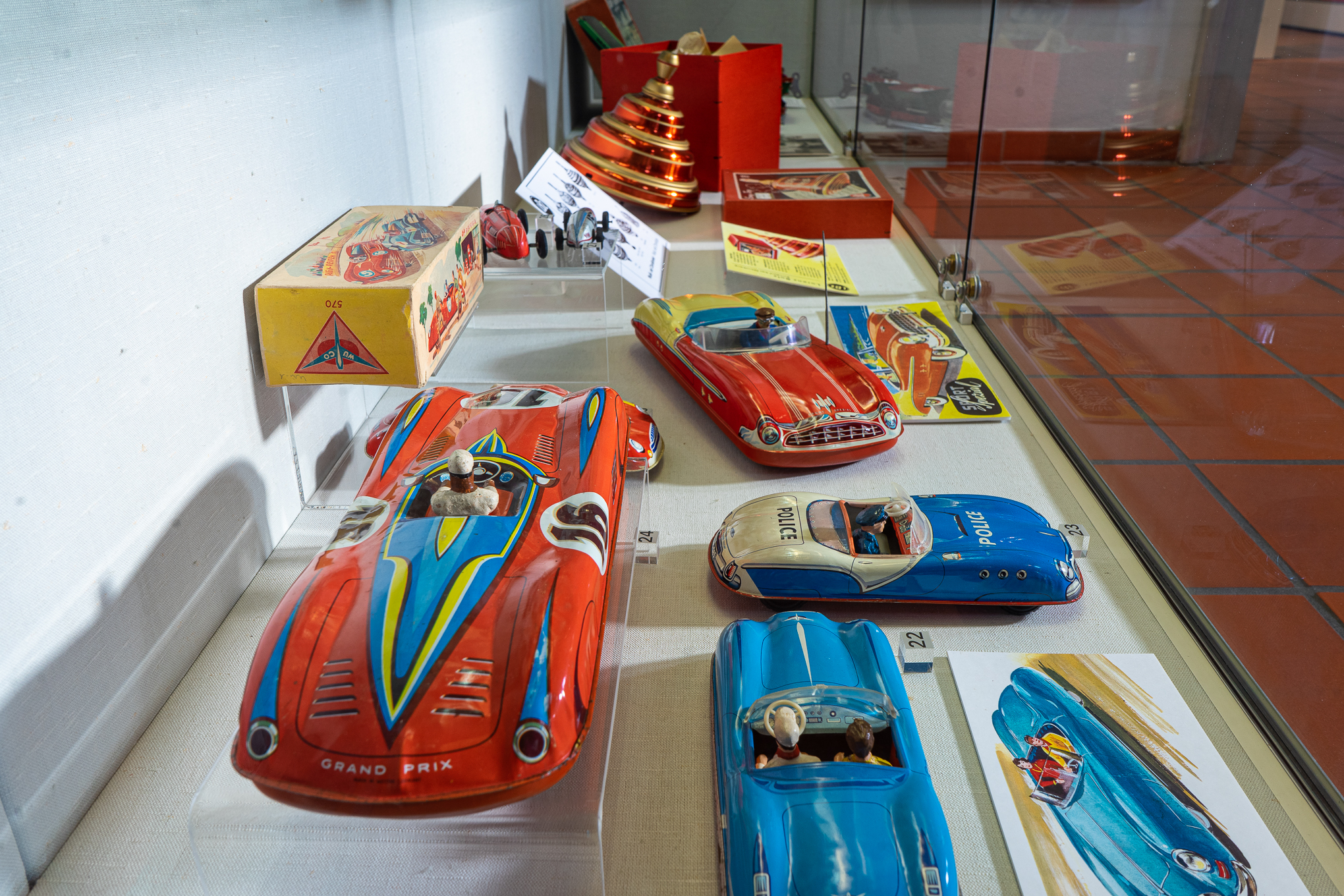
Blechspielzeugautos der Firma Wünnerlein (WÜCO)
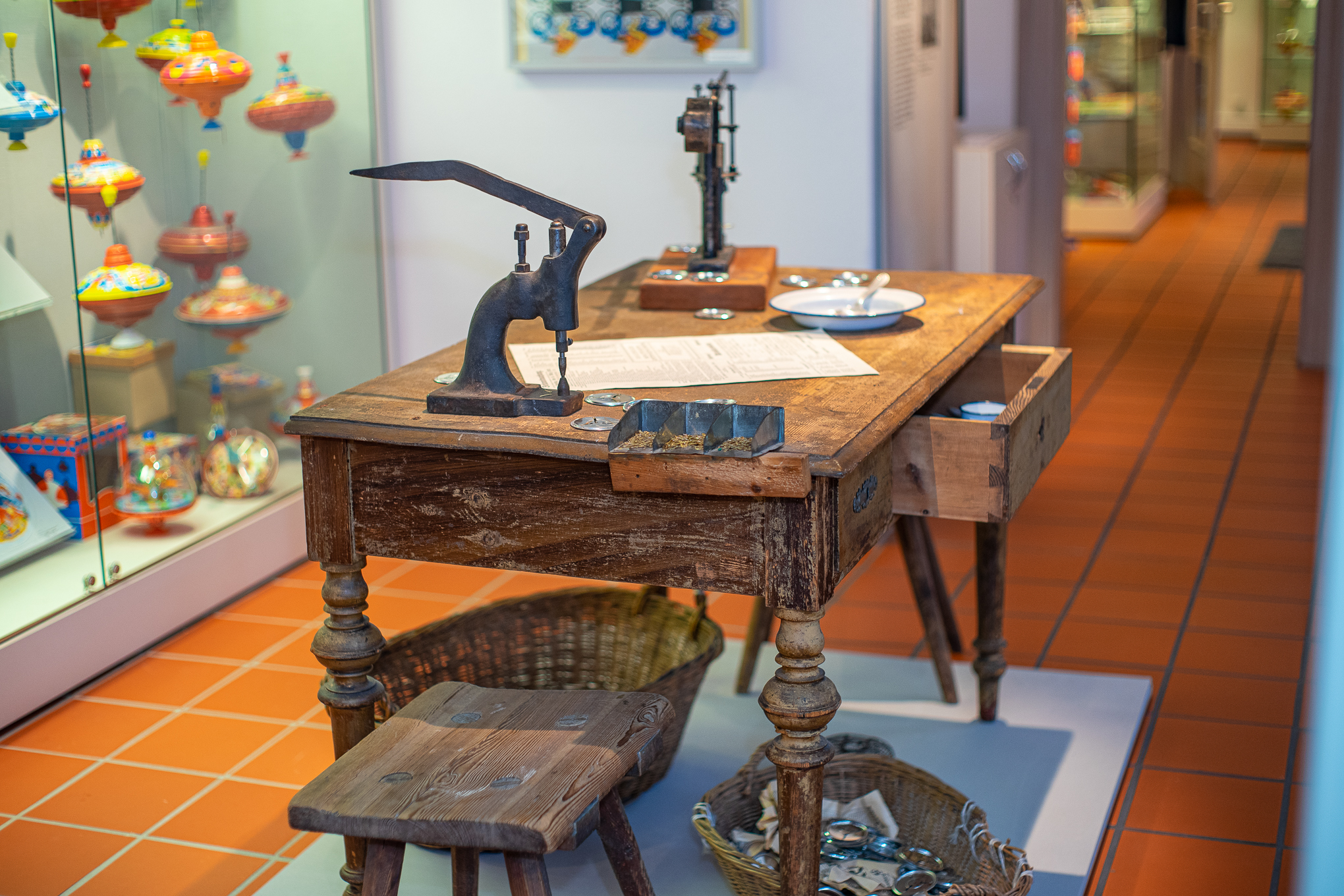
Blechspielzeugabteilung im Erdgeschoss
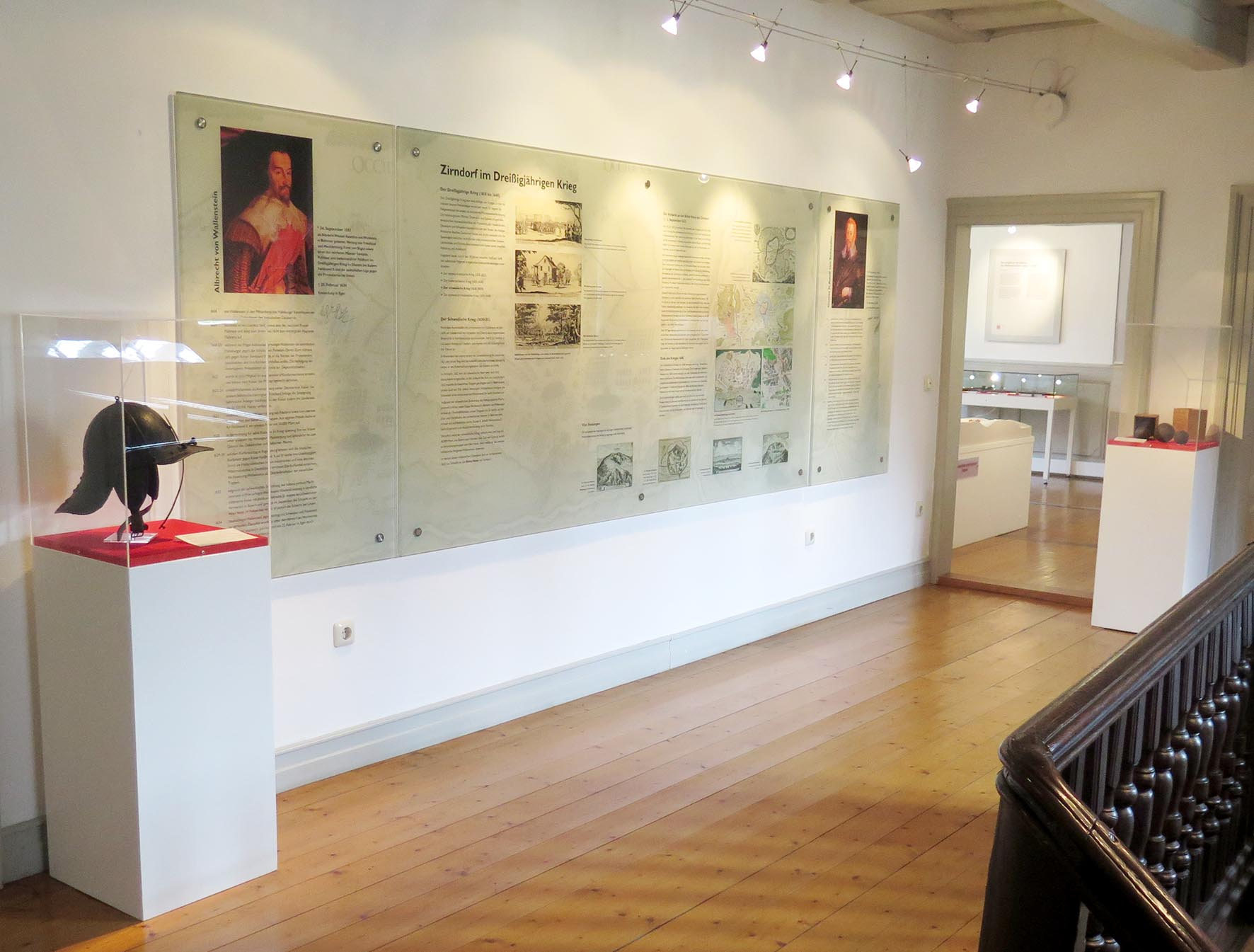
Abteilung Dreißigjähriger Krieg im Obergeschoss